# おかあさんの勉強室
『おかあさんの勉強室』（おかあさんのべんきょうしつ）は、1965年4月5日から1990年3月16日までNHK教育テレビジョンで放送された教養番組である。

## 概要
番組の題名のとおり、主に妊娠→出産→子育てに勤しむ主婦をターゲットにした番組で、子供の成長とともに主婦はどう子供を育て、向き合うか、毎回日替わりのテーマに沿って映像資料や専門家たちの講義を交えて検証した。
『母親から教師から』の後継番組として開始されたため、番組初期は小学生の保護者向け番組だったが、子供の対象年齢を乳幼児まで広げ、育児番組の基礎を築いた。

## 基礎情報
| 期間                  | 放送時間      | 月                | 火           | 水           | 木           | 金               | 土        |
| --------------------- | ------------- | ----------------- | ------------ | ------------ | ------------ | ---------------- | --------- |
| 1965年4月 - 1971年3月 | 08:30 - 09:00 | 小学校1年         | 小学校2年    | 小学校3年    | 小学校4年    | 小学校5年        | 小学校6年 |
| 1971年4月 - 1973年3月 | 08:30 - 09:00 | 小学校1年         | 小学校2・3年 | 小学校4・5年 | 小学校6年    | -                | -         |
| 1973年4月 - 1976年3月 | 08:30 - 09:00 | 幼稚園・小学校1年 | 小学校2・3年 | 小学校4・5年 | 小学校6年    | -                | -         |
| 1976年4月 - 1982年3月 | 15:30 - 16:00 | 幼稚園・保育所    | 小学校1・2年 | 小学校3・4年 | 小学校5・6年 | -                | -         |
| 1982年4月 - 1984年3月 | 15:30 - 16:00 | 0歳からの成長     | 幼児の世界   | 小学生前期   | 小学生後期   | 十代のこころ     | -         |
| 1984年4月 - 1985年3月 | 15:30 - 16:00 | 0歳からの成長     | 幼児の世界   | 小学生時代   | 十代のこころ | テレビ講演       | -         |
| 1985年4月 - 1986年3月 | 16:00 - 16:25 | 0歳からの成長     | 幼児の世界   | 小学生時代   | 十代のこころ | テレビ講演       | -         |
| 1986年4月 - 1990年3月 | 16:00 - 16:25 | フリーテーマ      | フリーテーマ | フリーテーマ | フリーテーマ | すくすく赤ちゃん | -         |

## 関連番組
- 母親から教師から（1959年1月 - 1965年3月）
- 育児カレンダー（1990年4月 - 1992年4月）
- すくすく赤ちゃん（1992年4月 - 1999年4月）
- すくすくネットワーク（1999年4月 - 2003年3月）
- すくすく子育て（2003年4月 - 放送中）